# The Thanksgiving Special
The Thanksgiving Special (El Especial del Día de Acción de Gracias en Hispanoamérica) es un especial y el decimotercer y decimocuarto episodio de la quinta temporada de Regular Show. Es el episodio número 133 y 134, en general. El especial trata de que Mordecai y Rigby deben ganar un pavo para la cena de Acción de Gracias, y al mismo tiempo, detener a Rich Buckner. El especial se estrenó el 25 de noviembre del 2013 en Estados Unidos. Terry Crews, Chord Overstreet, LeToya Luckett, y Josh Keaton fueron estrellas invitadas del especial para dar voces a Broc Stettman, a Dust B., a Jennifer, y a Auto T.

## Sinopsis
En la tele, están dando un comercial de Buck-Mart, mientras que Papaleta y Skips preparan la cena de Acción de Gracias. Rigby y Mordecai están poniendo la mesa. Sin embargo, pese las advertencias de Benson, Mordecai y Rigby ocasionan un desastre en la cocina mientras juegan fútbol americano, haciendo que Musculoso se resbale y el pavo de Acción de Gracias salga disparado de la Casa de los Maellard y estalle en mil pedazos. Benson se enoja, y mientras todos los trabajadores salen a comprar víveres, Mordecai y Rigby escuchan un comercial de un concurso para ganar un pavo para la cena de Acción de Gracias. Mientras tanto, Benson, Skips, y Papaleta compran un último pavo en una tienda, pero muchos campesinos les impiden llevárselo.
En esos momentos, Mordo y Rig escriben su canción de camino al concurso, pero hay mucho tráfico, así que le piden a Frank Smith que los lleve en helicóptero. Mientras viajan por los aires, Mordecai y Rigby siguen escribiendo la canción y la música. Una vez que llegan al concurso, tras que el primer equipo termina su canción, todo indica que Rich Buckner, el dueño de Buck-Mart, ganará el pavo, pero Mordo y Rigby llegan a escena, cantan la canción, y ganan el pavo.
Sin embargo, Buckner roba el pavo y huye en un dirigible, pero Mordecai y Rigby entran al dirigible, por lo cual Buckner les revela que robó el pavo porque este tenía un hueso cumple deseos de oro,y que él quería desear que el Día de Acción de Gracias cesará de existir, por lo cual, se desencadena una pelea por el hueso de oro. Mordecai y Rigby caen del dirigible, pero logran salir con el hueso dorado, engañando a Buckner con unas cucharas.
Mientras caen, desean aparecer en el Parque, y sí se cumple. Cuando aparecen, sus padres los están esperando. Al final, Benson brinda por Mordo y por Rig, ya que los vio cantar, y todos comen y celebran juntos. Además, Thomas pro fin se quita su disfraz de pizza (lo llevaba puesto desde "Terror Tales of the Park III", para horror de su madre (aunque en "The Real Thomas" se reveló que está era una robota).

## Reparto de Voces
- J. G. Quintel - Mordecai "Mordo", Fantasmano, Rich Buckner, Coro
- William Salyers - Rigbone "Rigby/Rig", Bajista de Cabellera al Trono, Sherm, Anunciador de la TV, Coro
- Roger Craig Smith - Thomas/Nikolai, Frank Smith, El Búho, Oggy Oggstrom, Briggs, Anunciador de TV, Billy, Tipo 1, Tipo 2
- Sam Marin - Papaleta Maellard, Mitch "Musculoso" Sorrenstein, Benson Dunwoody, Sensei de Tae-Kwon Mortal, Chong, RGB2, Coro
- Mark Hamill - Skips, Gunnar von Strauss, Jones, Papá de Benson, Reenactor de Día de Acción de Gracias
- Alastair Duncan - William, Peregrino
- Lee Reherman - Cuatro Brazotadores
- Chord Overstreet - Dust B.
- Steve Blum - Barry, Carter
- Natasha Leggero - Ladonna
- Jeff Bennett - Ace Balthazar, Easton
- Fred Tatasciore - Pavo Ayudante de Buckner, Granjero Jimmy
- Terry Crews - Broc Stettman
- LeToya Luckett - Jennifer
- Josh Keaton - Auto T.
- Courtenay Taylor - Mamá de Rigby, Mamá de Benson, Hermana de Benson, Chicas Adolescentes
- Jennifer Hale - Mamá de Mordecai, Mamá-Robota de Thomas/Nikolai